# Poison Pen
Poison Pen é um filme britânico de 1939, do gênero drama, dirigido por Paul L. Stein, estrelado por Flora Robson, Reginald Tate e Ann Todd. Foi baseado na peça de 1937, de Richard Llewellyn.

## Elenco
- Flora Robson ... Mary Rider
- Reginald Tate ... Reverendo Rider
- Ann Todd ... Ann Rider
- Robert Newton ... Sam Hurrin
- Belle Chrystall ... Sucal Hurrin
- Geoffrey Toone ... David
- Catherine Lacey ... Connie Fateley
- Edward Chapman ... Len Griffin
- Edward Rigby ... Badham
- Cyril Chamberlain ... Peter Cashelton
- Athole Stewart ... Coronel Cashelton
- Mary Hinton ... Sra Cashelton
- Wally Patch ... Sr Suggs
- Ella Retford ... Mrs Suggs
- Wilfrid Hyde-White
- Esma Cannon ... Sra Warren
- Marjorie Rhodes
- Beatrice Varley
- Roddy Hughes
- Kenneth Connor
- Megs Jenkins
- Roddy McDowall (não creditado)